# Carmichaelia fieldii
Carmichaelia fieldii är en ärtväxtart som beskrevs av Leonard C. Cockayne. Carmichaelia fieldii ingår i släktet Carmichaelia och familjen ärtväxter. Inga underarter finns listade i Catalogue of Life.